# Marcelo Miguel
Marcelo Miguel (født 20. august 1975) er en tidligere brasiliansk fodboldspiller.